# Sebal
Sebal est une ancienne paroisse civile portugaise (en portugais : freguesia) de la municipalité de Condeixa-a-Nova dans le district de Coimbra.
La loi no 11-A/2013 du 28 janvier 2013, portant réorganisation administrative du territoire des freguesias, fusionne Sebal avec la paroisse voisine de Belide pour former l’União das freguesias de Sebal e Belide (dont le siège est à Sebal).